# Jean Baptiste Camille de Canclaux
Jean Baptiste Camille de Canclaux (ur. 2 sierpnia 1740 w Paryżu, zm. 27 grudnia 1817, tamże) – francuski generał z okresu rewolucji francuskiej, głównodowodzący Armii Zachodniej, par Francji.

## Życiorys

### Kariera wojskowa

#### Ancien Régime
Canclaux uczęszczał do szkoły kawalerii w Besançon, następnie służył jako ochotnik w pułku kawaleryjskim de Fumel (1756). W roku 1757 uzyskał rangę korneta (chorążego). Podczas wojny siedmioletniej uczestniczył w kampanii hanowerskiej. W roku 1760 awansował do rangi kapitana, a po zakończeniu wojny został zdemobilizowany.
Po nastaniu pokoju niezwłocznie wstąpił do pułku dragonów de Conti. W szkole wojskowej w Besançon wykładał teorię wielkich manewrów kawaleryjskich. Poza tym opublikował książkę na temat taktyki pt. Instruction à l'usage du régiment de dragons Conti. (Instrukcja wykorzystania pułku dragonów de Conti). W roku 1768 awansował do rangi majora, a w 1773 nadano mu stopień mestre de camp (odpowiednik pułkownika w armii francuskiej okresu Ancien Régime). Następnie w dniu 1 stycznia 1784 dosłużył się szlifów generalskich, by wkrótce potem – 10 marca 1788 – zostać marszałkiem polowym (maréchal de camp). Przez cały ten okres pozostawał dowódcą swojego pułku. Z kolei w roku 1773 odznaczono go orderem św. Ludwika.

#### Rewolucja francuska
W roku 1790 Canclaux, podobnie jak wielu innych generałów, podjął obowiązek kontroli rachunków pułkowych oraz przyjmowania skarg napływających z jego pułku. W latach 1791–1792 uśmierzał ruchy powstańcze, które wybuchły w Bretanii, a ponadto zdusił w zarodku te, które dopiero się budziły. Odznaczył się umiarkowaniem oraz duchem pojednania, osiągając błyskotliwy sukces 8 lipca pod Quimper.
W dniu 7 września 1792 awansowano go do stopnia generalleutnanta, powierzono mu dowództwo nad 13-tą dywizją i wyznaczono mu zadanie zaokrętowania na statki w porcie Brest oddziałów wyznaczonych do wyjazdu do francuskiej kolonii Saint-Domingue na Karaibach.
Canclaux otrzymał od Konwentu Narodowego dowództwo nad Armią Zachodnią. Mając pod komendą zaledwie 12-tysięczny oddział, Canclaux z powodzeniem obronił Nantes przed rojalistami w dniu 29 lipca 1793, kiedy to po kilku zaciekłych starciach udało mu się odeprzeć natarcie wandejskiej armii w sile 50 tysięcy ludzi pod dowództwem Jacques’a Cathelineau. Kolejne zwycięstwo Canclaux odniósł rozbijając kontrrewolucyjne wojska pod Montaigu (nad Charette’em, którego później po raz kolejny pokonał pod Mortagne-sur-Sèvre). Z kolei po przegranej bitwie pod Tiffauges, Canclaux został pozbawiony dowództwa. Pomimo kolejnego zwycięstwa, uzyskanego pod Saint-Symphorien, zdemobilizowano go 29 września. Canclaux przeszedł w stan spoczynku, zaszywając się w jednym ze swoich majątków, w Château du Saussay. Jednak po przewrocie termidoriańskim w 1794 roku przywrócono go na stanowisko głównodowodzącego Armii Zachodniej (armée de l'Ouest). Podczas inwazji sił kontrrewolucyjnych w roku 1795, Canclaux wsparł Lazare'a Hoche posiłkami. Jeszcze w tym samym roku Hoche zastąpił go na stanowisku naczelnego dowódcy Armii Zachodniej. Canclaux wycofał się ze służby wojskowej.

### Kariera w administracji
W roku 1796 Canclaux organizował na południu Francji wojsko przeznaczone do kampanii we Włoszech (późniejszą Armię Włoch). Pod koniec roku został przedstawicielem Francji (ministre plénipotentiaire) na dworze neapolitańskim. Piastował ten urząd do roku 1797.
W roku 1799 ponownie objął stanowisko w służbie państwowej. Tym razem został członkiem komitetu wojskowego powołanego przez Dyrektoriat. Po zamachu stanu z 18 brumaire’a Canclaux przyłączył się do stronnictwa Napoleona. W trakcie rządów Konsulatu podjął obowiązki dowódcy 14-tej dywizji w Caen, gdzie wraz z generałem Hédouville'm przeprowadzał pacyfikację Normandii.
W roku 1800 został generalnym inspektorem jazdy w 2-ej armii rezerwowej, a w dniu 22 października 1804 został posłem do organu ustawodawczego, zwanego Sénat conservateur.
W latach 1806–1807 Canclaux pełnił obowiązki dowódcy Gwardii Narodowej w departamentach: Sekwana Nadmorska oraz Somma. W roku 1808 wyróżniono go tytułem szlacheckim comte d'Empire.
W grudniu 1813 został komisarzem nadzwyczajnym w departamencie Ille-et-Vilaine.
W roku 1814 w trakcie senackiego głosowania opowiadał się za pozbawieniem władzy Napoleona.

### Restauracja monarchii oraz sto dni Napoleona
Po restauracji Burbonów Canclaux został jednym z parów Francji. W okresie stu dni Napoleona utrzymał ten tytuł, mimo iż odmówił poparcia Bonapartego. W dniu 24 lipca 1815 na mocy zarządzenia królewskiego Canclaux został wykreślony z listy parów.
W dniu 10 sierpnia ponownie uzyskał godność para Francji. Jako członek wyższej izby francuskiego parlamentu głosował za karą śmierci dla marszałka Michela Neya.
Nazwisko Canclaux zostało upamiętnione na paryskim Łuku Triumfalnym (po jego zachodniej stronie).